# Medialaan
Medialaan ist ein belgischer Medienkonzern. Es ist die Muttergesellschaft von mehreren privaten Fernseh- und Radiosendern, unter anderem VTM. Die Firma ist nach dem Straßennamen, wo sich der Firmensitz befindet, benannt. Bis Februar 2014 hieß der Konzern´Vlaamse Media Maatschappij (VMMa).

## Geschichte
Medialaan wurde 1987 als Vlaamse Televisie Maatschappij durch neun Herausgeber, die jeweils 11,1 % Anteile besaßen, gegründet.
Seit 1998 besaßen De Persgroep und die Roularta Media Group jeweils 50 % der Anteile.
Am 31. Mai 1999 wurde der Name in Vlaamse Media Maatschappij und am 3. Februar 2014 in Medialaan geändert.
Im Februar 2005 verkaufte das Unternehmen seine Beteiligung am Freizeitpark Plopsaland in Höhe von 50 % an Studio 100.
2007 wurde der zweite landesweite Privat-Radiosender 4Fm der niederländischen Media Holding Talpa von John de Mol aufgekauft. Durch diesen Zukauf konnte Medialaan in Konkurrenz zum öffentlich-rechtlichen VRT treten.
Früher war es in Flandern verboten, dass ein Medienunternehmen zwei landesweit sendende Radiosender besaß. Dieses Gesetz wurde im Sommer 2006 geändert.
Im November 2010 wurden die Sender Vitaya und Vitaliteit übernommen.
2011 wurden alle Telefonspiele auf allen Kanälen eingestellt, nachdem diese negativ in der Presse auftauchten.
Im September 2015 wurde bekannt, dass der Jugendsender JIM am 16. Dezember die Ausstrahlung einstelle und durch das Kinderprogramm Kadet ersetzt werde.
Ende 2015 wurde Mobile Vikings von Medialaan übernommen, zudem wurde das bislang mit BASE betrieben Joint Venture JIM Mobile aufgekauft.
Im Juli 2016 wurden die Fernsehsender Acht und Lacht übernommen. Acht wurde in CAZ umbenannt, Lacht wurde eingestellt.
Im Oktober 2017 wurde benannt, dass Roularta seine Anteile am Medialaan-Konzern abtreten wolle, sodass De Persgroep alleiniger Anteilseigner von Medialaan werde.

## Qgroup
Qgroup ist die Muttergesellschaft der kommerziellen Radiosender Qmusic und JOE FM. Diese Holding ist im Niederländisch sprechenden Belgien und den Niederlanden aktiv. In den Niederlanden besitzt diese Gruppe nur QMusic Nederland.

## Medien
Medialaan ist Besitzer verschiedener Fernseh- und Radiosender.

### TV-Sender

#### Analoges Angebot
- vtm
- Q2
- Kadet
- vtmKzoom
- Vitaya

#### Digitales Angebot
- VTM HD – nur via digitales Fernsehen
- Q2 HD – nur via digitales Fernsehen
- Q-Music TV – nur via Telenet TV
- CAZ – nur via Telenet TV

#### Video on Demand
- iWatch (seit 1. September 2015 nicht mehr auf iwatch.be)
- Stievie

#### Kino
- Starway Film Distribution

#### Radio (Qgroup)
- Qmusic (Flandern)
- JOE fm

#### Mobile Telefonie
- JIM Mobile
- Mobile Vikings

#### Websites
- VTM Koken

#### Ehemalige TV-Sender
- VTMzomer
- VTMkerst
- Vitaliteit
- JIM
- anne – nur via Proximus TV